# Бурхард фон Дрейлебен
Бурхард фон Дрейлебен (нем. Burchard von Dreileben) — магистр Ливонского ордена с 1340 года по 1345 год.

## Биография
В 1339 году Бурхард фон Дрейлебен занимал должность комтура Феллина (Вильянди), а в 1340 году был назначен комтуром Митавы. 24 июня 1340 года после отставки ливонского магистра Эберхарда фон Монхайма Бурхард фон Дрейлебен был избран новым ландмейстером Тевтонского Ордена в Ливонии.
В 1341 году ливонский магистр Бурхард фон Дрейлебен выслал орденское посольство под руководством кокенгаузенского фогта в Опочку для переговоров с псковичами. 9 сентября мирные переговоры закончились безрезультатно, немцы убили пять псковичей. Псковичи совершили разорительный поход на владения дерптского епископа и обратились на помощью к новгородцам. Ливонский магистр отправил на помощь дерптскому епископу большое орденское войско. В декабре 1341 года ливонский магистр с большим войском двинулся к псковской границе и основал замок Нейгаузен (Новый Городок) на реке Пивже. Не получив помощи от новгородцев, псковитяне начали совершать рейды на пограничные ливонские владения, а ливонцы отвечали набегами на псковские волости.
В марте 1342 году ливонский магистр Бурхардф фон Дрейлебен основал новые орденские замки Фрауенбург и Мариенбург, а затем вступил в псковские владения и осадил город Изборск. Псковичи обратились за помощью к литовским князьям Ольгерду и Кейстуту. Князья Ольгерд витебский и Кейстут жемайтский во главе войска прибыли в Псков, но не стали воевать на стороне псковичей против Ливонского Ордена. В течение пяти дней ливонский магистр осаждал Изборск, но не смог его взять и отступил в свои владения. В мае 1343 года отряды из Пскова и Изборска совершили разорительный поход на ливонские владения. В течение пяти дней русские опустошали и жгли окрестности Оденпе, захватив большую добычу. Ливонцы догнали псковичей под Нейгаузеном, вступили с ними в бой и потерпели поражение.
В ночь с 23 на 24 апреля 1343 года началось крупнейшее восстание эстов (восстание Юрьевской ночи) в Северной Эстонии против датского владычества. Восстание вспыхнуло в окрестностях Ревеля (Таллина) и вскоре распространилось на всю Северную Эстонию. Эстонцы захватывали и жгли города и замки, где беспощадно истребляли датских и немецких феодалов, а также католических священников. Ревельский епископ и спасшиеся датчане укрылись в Ревеле, который был окружен и осажден 10-тысячной повстанческой армией. Во главе эстонского восстания стояли четыре лидера, которые стали именоваться королями. В июле того же 1343 года началось эстонское восстание на острове Эзель. Повстанцы осадили замок Гапсаль, где укрылся эзельский епископ вместе с датскими феодалами и священниками.
В мае 1343 года датчане и ревельцы, не сумевшие собственными силами подавить народное восстание, обратились за помощью к ливонскому магистру Бурхарду фон Дрейлебену. Ливонский магистр согласился оказать помощь датчанам, но взамен потребовал согласия на захват Эстонии. Бурхард фон Дрейлебен обязался вернуть Северную Эстонию датской короне только после выплаты большой денежной компенсации за военные издержки. В октябре 1343 года ревельский епископ, датские феодалы и ревельский капитул подписали грамоту, в которой соглашались на временное занятие ливонскими крестоносцами Эстонии. Вначале ливонский магистр с войском выступил в поход на Эстонию и прибыл в Вейсенштейн. В бою под замком ливонские крестоносцы разгромили эстонский отряд (500 чел.), перебив триста мятежников. Бурхард фон Дрейлебен смог заманить в Вейсенштейн на переговоры четырех эстонских «королей», которые были вероломно схвачены, заключены под стражу и вскоре убиты. Из Вейсенштейна ливонский магистр с армией двинулся маршем на Ревель (Таллин), разбивая и уничтожая небольшие и разобщенные повстанческие отряды. В битвах в Гарриене и под Ревелем ливонский магистр Бурхард фон Дрейлебен нанес сокрушительное поражение главным силам эстонских повстанцев, перебив около двенадцати тысяч мятежников. В феврале 1344 года ливонский магистр выступил в поход на остров Эзель, по пути соединившись с войском тевтонских крестоносцев, присланным великим магистром из Пруссии. Бурхард фон Дрейлебен завоевал остров Эзель, взял штурмом главную крепость мятежников, пленил и приказал повесить их предводителя Вессе. Ливонские и тевтонские крестоносцы убили около десяти тысяч эстонцев. Остальные островитене вынуждены были признать власть Ливонского Ордена и вернуться в лоно католической церкви. Весной ливонский магистр Бурхард фон Дрейлебен покинул остров Эзель и вернулся в Ливонию. После отступления крестоносцев эзельцы продолжили восстание. В следующем 1345 году ливонский магистр с большим войском совершил второй поход на остров Эзель. Крестоносцы стали опустошать и жечь эстонские поселения. Эзельцы отправили посольство к магистру, прося мира и обещали снова принять католическую веру. Таким образом, в 1343—1344 годах ливонский магистр Бурхардф он Дрейлебен подавил эстонское восстание и присоединил Северную Эстонию к своим владениям. Правителем Северной Эстонии был назначен бывший Феллинский комтур Госвин фон Херике. В 1345 году датский король Вальдемар IV Аттердаг прислал в Ревель своего наместника Стигона Андерсона, который должен был принять Эстонию во владение датской короны. Однако ливонский магистр, не получив от датского короля денежной компенсации за свои военные издержки, захватил все датские владения в Северной Эстонии. В сентябре того же 1345 года сам датский король Вальдемар прибыл в Ревель, где узнал, что эстонские города, дворяне и духовенство не хотят возвращаться под власть датской короны и желают оставаться под властью Ливонского Ордена. Датский король, видя невозможность удержать Эстонию под своей властью, начал переговоры с Ливонским Орденом о продаже этой провинции. В августе следующего 1346 года Ливонский Орден приобрел у Дании Северную Эстонию за 19 тысяч марок.
В 1345 году великий князь литовский Ольгерд совершил большой военный поход на Ливонский Орден. Литовцы осадили и разорили орденский замок Тервете, перебив всех жителей. Оттуда Ольгерд двинулся и осадил замок Митаву (Елгаву). Литовцы не смогли взять городской замок, но захватили в плен около шестисот человек. Предавая все на своем пути огню и мечу, Ольгерд продолжил поход вглубь орденских владений. В Сигулде (Зегевольде) великого князя литовского встретили восставшие против Ордена ливы. Один ливский старейшина, объявивший себя королём, попросил литовцев о помощи, а взамен пообещал признать их власть. Узнав, что ливские повстанцы желают изгнать орденских господ, литовский правитель сказал: «Мужик! — ты не будешь тут королём!» и ведел ему отрубить голову на поле перед замком Зегевольдом. Затем великий князь литовский Ольгерд выступил на области Торейде и Кремун, где разорял церкви и убивал католических священников. Во время похода литовцы умертвили около двух тысяч человек и захватили большое количество пленников.
В том же 1345 году великий князь литовский Ольгерд совершил новый поход на ливонские владения, где разорил окрестности Зегевольда, Вендена и Ашерадена.